# Зарзіс (футбольний клуб)
Есперанс Спортів де Зарзіс або просто «Зарзіс» (араб. الترجي الرياضي الجرجيسي‎‎) — професіональний туніський футбольний клуб з однойменного міста, заснований в 1934 році. Домашні матчі команда проводить на «Стад Жліді», який вміщує близько 7000 глядачів.

## Історія
Клуб був заснований в 1934 році і довгі десятиліття грав у нижчих лігах. Підйом «Есперанса» в ієрархії туніського футболу почався в 1980-ті роки, коли президентом клубу був Феті Гана. Команда розпачала свої виступи в Другому дивізіоні, зона Центр-Південь. Незважаючи на те, що в 1983 році клуб вилетів до третього дивізіону, через молодість та недосвідченість гравців, на посаді головного тренера все ж залишився Романов. Дебютував же клуб із Зарзису в Туніській професійній лізі 1, головному футбольному турнірі Тунісу, в сезоні 1991/92 років. Однак «Есперанс» за підсумками того турніру зайняв передостаннє (13-те) місце та покинув лігу. Повернувся в елітний дивізіон «Есперанс» через 2 роки, в сезоні 1994/95 років, і грав роль середняка в ньому до завершення чемпіонату сезону 2002/03 років, коли посівши останнє місце вилетів до Ліги 2. На повернення назад команді знадобився рік, а в 2005 році «Есперансу» підкорився Кубок Тунісу, в фіналі він обіграв одноклубників зі столиці країни з рахунком 2:0.
Цей успіх дозволив «Есперансу» дебютувати на міжнародній арені, в Кубку конфедерації КАФ 2006. У попередньому раунді йому вдалося подолати опір буркінійского «Уагадугу», в першому ж раунді «Есперанс» вдома виявився сильнішим за марокканський «Олімпік» (Хурибга) (1:0), але в матчі-відповіді був розгромлений з рахунком 0:6 та вилетів з турніру.

## Досягнення
- Кубок Тунісу
  -  Володар (1): 2005

## Статистика виступів на континентальних турнірах
| Сезон | Турнір                 | Раунд      | Клуб              | Вдома | На виїзді | Загалом |
| ----- | ---------------------- | ---------- | ----------------- | ----- | --------- | ------- |
| 2006  | Кубок конфедерації КАФ | Попередній | Уагадугу          | 2-0   | 0-0       | 2-0     |
| 2006  | Кубок конфедерації КАФ | 1          | Олімпік (Хурибга) | 1-0   | 0-6       | 1-6     |

## Відомі гравці
- Абдельхак Беншиха
- Аніс Амрі
- Мохамед Бахтобжи
- Хазем Бен-Аїсса
- Мохамед Алі Гаріані
- Яссін Лабіад
- Мохамед Мхарек
- Аймен Мнафег
- Аліес Смалі
- Фарук Трабелсі
- Наже Хаммаді
- Алі Жабалла
- Мохамед Жебнун
- Абдессалем Казуз
- Рамі Жріді
- Сабер Бен-Фрей
- Мехді Бен-Діфалла
- Мохамед Жедіді
- Хассен Бежауї
- Фарук Бен-Мустафа
- Макая Нсілулу
- Ів Нза-Бутамба
- Ерік Ондо
- Брюно Мбанангой Зіта
- Теодор Зуе Нгуема
- Коффі Дан Кова
- Абду Джамме
- Мішель Таял

## Відомі тренери
| - 1981–82: Тамер Ксіксі Мохамед Алі Бен Жедді Бузумміта - 1982–83: Вассил Романов - 1983–84: Вассил Романов - 1984–85: Вассил Романов - 1985–86: Монсеф Арфауї - 1987–88: Димітрі Милєв - 1988–89: Димітрі Милєв - 1989–90: Тахар Балламін Бельхассен Меріях - 1990–91: Димітрі Милєв - 1991–92: Димітрі Милєв Мохтар Тлілі | - 1992–93: Димітрі Милєв Хабіб Масмуді Ферід Лааруссі Мохтар Тлілі - 1994–95: Рида Акаша - 1995–96: Тауфік Бен Отман Мохтар Тлілі Халед Бен Яхія - 1996–97: Ріад Шафрі Монсеф Арфауї Тіжані Мхарек - 1997–98: Хабіб Мейрі Тіжані Мхарек Мохтар Тлілі - 1998–99: Серж Девез Мохамед Сраєб - 1999–00: Рідха Акаша Казимиро | - 2000–01: Рідха Акаша Тіжані Мхарек - 2001–02: Серж Девез Мохамед Сраєб Нуреддін Лаабіді Мрад Махжуб - 2002–03: Мрад Махжуб Монсеф Арфауї Халед Бен Яхія Монсеф Мхарек Мохамед Бен Сліман - 2003–04: Рідха Акаша Ахмед Лабіед Лассаад Маамер - 2004–05: Лассаад Маамер - 2005–06: Мохамед Сраєб Жан-Мішель Бруєр | - 2006–07: Абдельхак Беншиха - 2007–09: Монсеф Шаргуї Мохтар Тлілі Ахмед Лабієд Лассад Маамер - 2009–10: Джалел Кадрі А. Аїт Джубі (жов 2009 – гр 2009) Соф'єн Хіддусі - 2010–11: Шиеб Ельлілі (лип. 2010 – чер. 2011) - 2011–12: Тарек Табед (лип. 2011 – гр. 2011) Н. Бургуїбі (в.о.) (гр. 2011) Шазі Шраірі (гр. 2011 – чер. 12) - 2012–13: Ладислас Лозано (лип. 2012 – жов. 2012) Камель Зуагі (жов. 2012 – гр. 2012) Лассаад Маамер (гр. 2012–) |